# Welibo
Welibo is een bestuurslaag in het regentschap West-Soemba van de provincie Oost-Nusa Tenggara, Indonesië. Welibo telt 1806 inwoners (volkstelling 2010).